# Egialea (municipio)
Egialea (griego: Αιγιάλεια) es un municipio de la República Helénica perteneciente a la unidad periférica de Acaya de la periferia de Grecia Occidental.
El municipio se formó en 2011 mediante la fusión de los antiguos municipios de Egira, Egio (la actual capital municipal), Akrata, Diakoptó, Erineós y Sympoliteia, que pasaron a ser unidades municipales. El municipio tiene un área de 723,1 km².
En 2011 el municipio tenía 49 872 habitantes.
Se sitúa en la costa suroccidental del golfo de Corinto, al este de Patras.